# Géza von Bolváry
Géza von Bolváry, född 27 december 1897 i Budapest, död 10 augusti 1961 i Rosenheim i Tyskland, var en ungersk regissör. Han stod för regin till närmare 100 filmer, främst tyska komedifilmer, musikaler och underhållningsfilmer.

## Filmregi, urval
- 1927 – Spöktåget
- 1930 – Hjärtan som mötas
- 1930 – Kärleksvikarien
- 1930 – Två hjärtan i valstakt
- 1931 – Varför ler du Mona Lisa?
- 1931 – De glada flickorna från Wien
- 1932 – En sång, en kyss, en flicka
- 1932 – Jag vill ej veta vem du är!
- 1933 – Kärleksnätter vid Bosporen
- 1933 – Vad kvinnor drömma
- 1934 – Han gick köksvägen
- 1939 – Förbjudna fruar
- 1944 – Sången om Wien
- 1956 – Hon glömde honom aldrig